# Paul von Ploetz
Pour les articles homonymes, voir Ploetz.
Ludwig Gustav Paul von Ploetz (né le 21 août 1847 à Breslau et mort le 26 décembre 1930 à Wiesbaden) est un général d'infanterie et un homme politique prussien.

## Biographie

### Origine
Paul est issu d'une ancienne famille noble de Poméranie qui, avec Roloff de Plocech, s'est installée en Poméranie-Occidentale en 1290 après la vente de Lüdershagen à la ville de Stralsund depuis la principauté de Rügen (de). Il est le fils du colonel prussien Theodor von Ploetz (mort en 1887), brigadier de la 8e brigade de gendarmerie, et son épouse Amalie, née von Gellhorn (de) (morte en 1857).

### Carrière militaire
Ploetz est nommé enseigne du Corps des cadets le 18 avril 1865, au sein du 33e régiment de fusiliers à Cologne. Le 11 janvier 1866, il reçoit sa commission dans son grade et, la même année, participe aux batailles de Münchengrätz et de Sadowa pendant la guerre contre l'Autriche. Le 20 juillet 1866, il est promu au grade de sous-lieutenant et, en tant que tel, Ploetz sert à partir du 1er novembre 1868 adjudant du 1er bataillon. À ce poste, il participe également à la guerre contre la France en 1870/71 et est déployé aux batailles de Gravelotte, d'Amiens, de l' Hallue, de Bapaume et de Saint-Quentin. Il participe également au siège de Metz et est décoré des deux classes de la croix de fer.
Après la proclamation de l'Empire allemand (de) dans la galerie des Glaces à Versailles, Ploetz est nommé le 1er février 1871 adjudant régimentaire et le 10 février 1872 promu au grade de premier lieutenant. En tant que tel, il est commandé à la 7e brigade d'infanterie (de) à partir du 13 juin 1876 et y a fait fonction d'adjudant. Tout en restant dans ce commandement, Ploetz est transféré le 17 octobre 1876 dans le 26e régiment d'infanterie. Après sa promotion au grade de capitaine, il sert de mars 1879 à la mi-juillet 1885 comme commandant de compagnie dans le 2e régiment de grenadiers et est par la suite nommé adjudant au commandement général du 9e corps d'armée.
Au cours de sa carrière militaire, Ploetz est muté le 5 avril 1895 au ministère de la Guerre comme chef de département et est y promu colonel en mai 1895. Du 17 décembre 1896 au 11 août 1898, il commande le 3e régiment de grenadiers de la Garde et est par la suite nommé remplaçant du commandant de la 49e brigade d'infanterie à Darmstadt. Il est ensuite commissionné le 18 août 1898, initialement à la tête de cette grande unité et nommé le 25 novembre 1898 comme commandant de cette brigade avec la promotion au grade de major-général.
En 1901, Ploetz est promu lieutenant général et nommé le 9 septembre 1901 en tant que commandant de la 15e division d'infanterie à Cologne. Le 16 octobre 1906, Ploetz est promu général d'infanterie et devient à ce titre général commandant du 8e corps d'armée. Le 27 janvier 1912, Guillaume II le met à la suite du 3e régiment de grenadiers de la Garde. De plus, le roi le fait chevalier de l'ordre de l'Aigle noir, avant que Ploetz ne soit mis à disposition le 25 juin 1913 en approuvant sa demande de départ avec la pension légale. En reconnaissance de ses longues années de service, Ploetz reçoit le 6 juillet 1913 la croix et l'étoile de commandeur de l'ordre de la Maison royale de Hohenzollern le 6 juillet 1913 et l'ordre du Mérite de la couronne de Prusse le 13 mars 1918.
À sa retraite, Ploetz est actif politiquement de 1914 à 1918 en tant que député de la Chambre des seigneurs de Prusse. Il est le seigneur de la moitié du domaine de Stregow en Poméranie-Occidentale.

### Famille
Ploetz se marie avec Anna Bang (1854–1921) le 5 avril 1877 à Dantzig. De ce mariage naît une fille, Marie Paula (née en 1881), qui épouse le général de division prussien Walter von Haxthausen (de) (1864–1935) le 3 juillet 1902.